# 約翰·盧茨
約翰·盧茨（John Lutz，1973年4月23日—）是美國的一位演員、喜劇演員和編劇。他最著名的作品是在NBC情景喜劇超級製作人中飾演J. D. Lutz。他也是NBC節目週六夜現場的編劇之一。